# Abdij Lilbosch & Voormalig Klooster Mariahoop
Abdij Lilbosch & Voormalig Klooster Mariahoop este o arie protejată (arie specială de conservare — SAC, sit de importanță comunitară — SCI) din Țările de Jos întinsă pe o suprafață de 15 ha, integral pe uscat.

## Localizare
Centrul sitului Abdij Lilbosch & Voormalig Klooster Mariahoop este situat la coordonatele 51°05′24″N 5°58′04″E / 51.0899°N 5.9679°E.

## Înființare
Situl Abdij Lilbosch & Voormalig Klooster Mariahoop a fost declarat sit de importanță comunitară în august 2002 pentru a proteja 1 specie de animale. Situl a fost protejat și ca arie specială de conservare în martie 2011.

## Biodiversitate
Situată în ecoregiunea atlantică, aria protejată nu include niciun habitat protejat.
La baza desemnării sitului se află o specie protejată de  mamifere: liliac cărămiziu (Myotis emarginatus)